# Čika
Čika, auch Cika, Cica, Ciccha, Cicna (* 1. Hälfte des 11. Jahrhunderts in Zadar, Kroatisches Königreich; † nach 1095, vermutlich ebenda), war eine kroatische Benediktiner-Nonne, Gründerin und erste Äbtissin des Benediktinerklosters St. Maria (Benediktinski samostan sv. Marije u Zadru) in Zadar.

## Leben

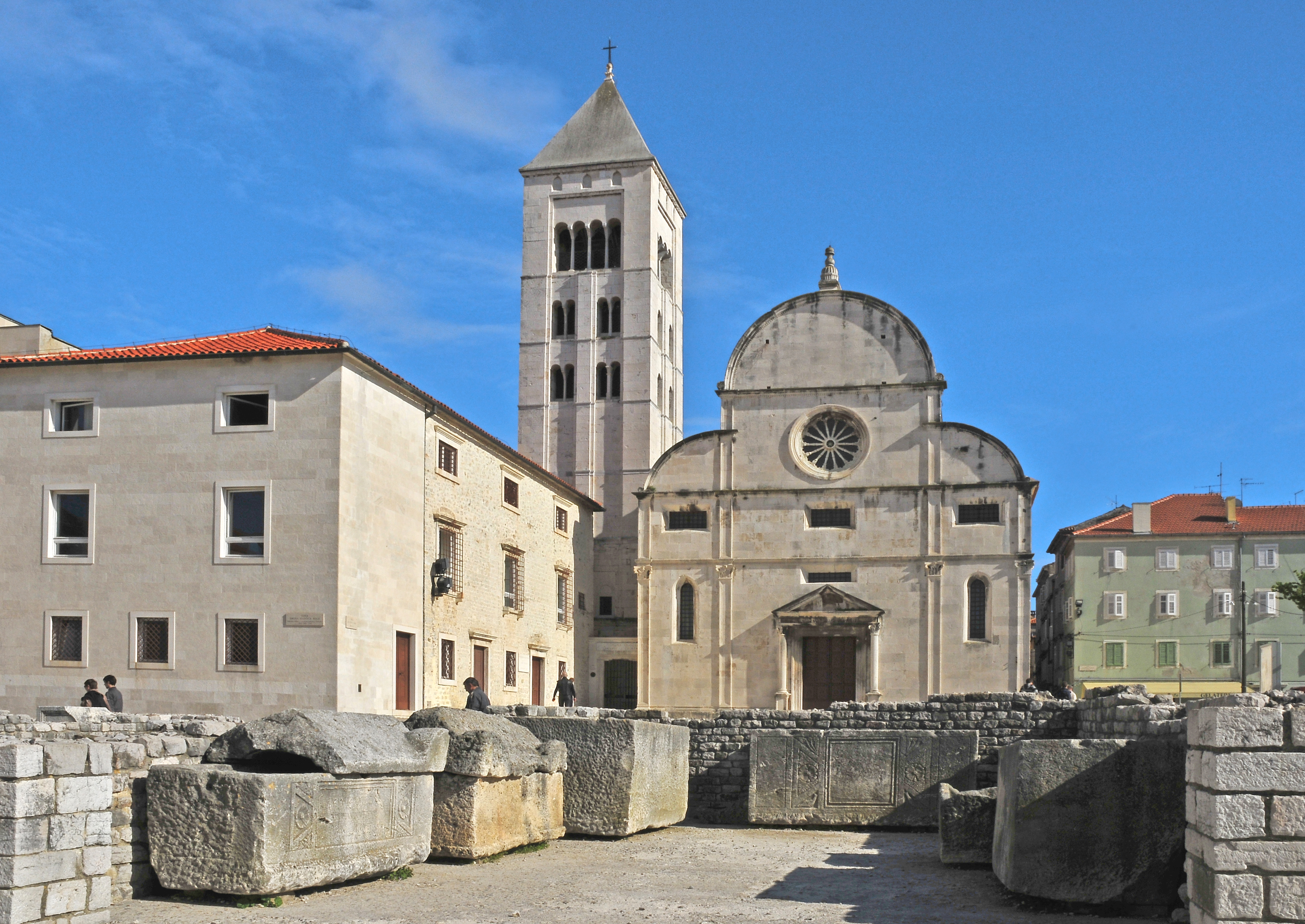
Kloster und Kirche St. Maria, Zadar

Die biografischen Angaben über Čika sind der Gründungsurkunde des Klosters zu entnehmen. Sie entstammte der adligen Patrizierfamilie der Madijevci und war eine Enkelin des Priors Madija von Zadar; ihre Eltern hießen Dujam und Vekenega. Mit ihrem Ehemann Andrija hatte sie zwei Töchter namens Domna und Vekenega.
Nach dem Tod ihres Ehemannes, der vor 1066 getötet wurde, gründete Čika im Jahr 1066 gemeinsam mit ihrer älteren Tochter Domna und mit der Unterstützung ihrer Familie das Benediktinerkloster St. Maria in Zadar und ließ die benachbarte, schon länger bestehende Kirche St. Maria restaurieren. Als König Petar Krešimir IV. das Kloster offiziell unter seinen Schutz stellte, bezeichnete er Čika als seine Schwester („soror mea“); diese Verwandtschaft ist jedoch nicht sicher belegt.
Im Jahr 1072 wurde ihre Tochter Vekenega, ebenfalls nach dem Tod ihres Ehemannes, Čikas Nachfolgerin als Äbtissin des Klosters.
Das genaue Todesdatum der Klostergründerin ist nicht bekannt. Ihr Grabdenkmal befindet sich im Kapitelsaal des Klosters, und ihr Name befindet sich als Inschrift auf dem Altartisch.

## Stundenbuch der Čika

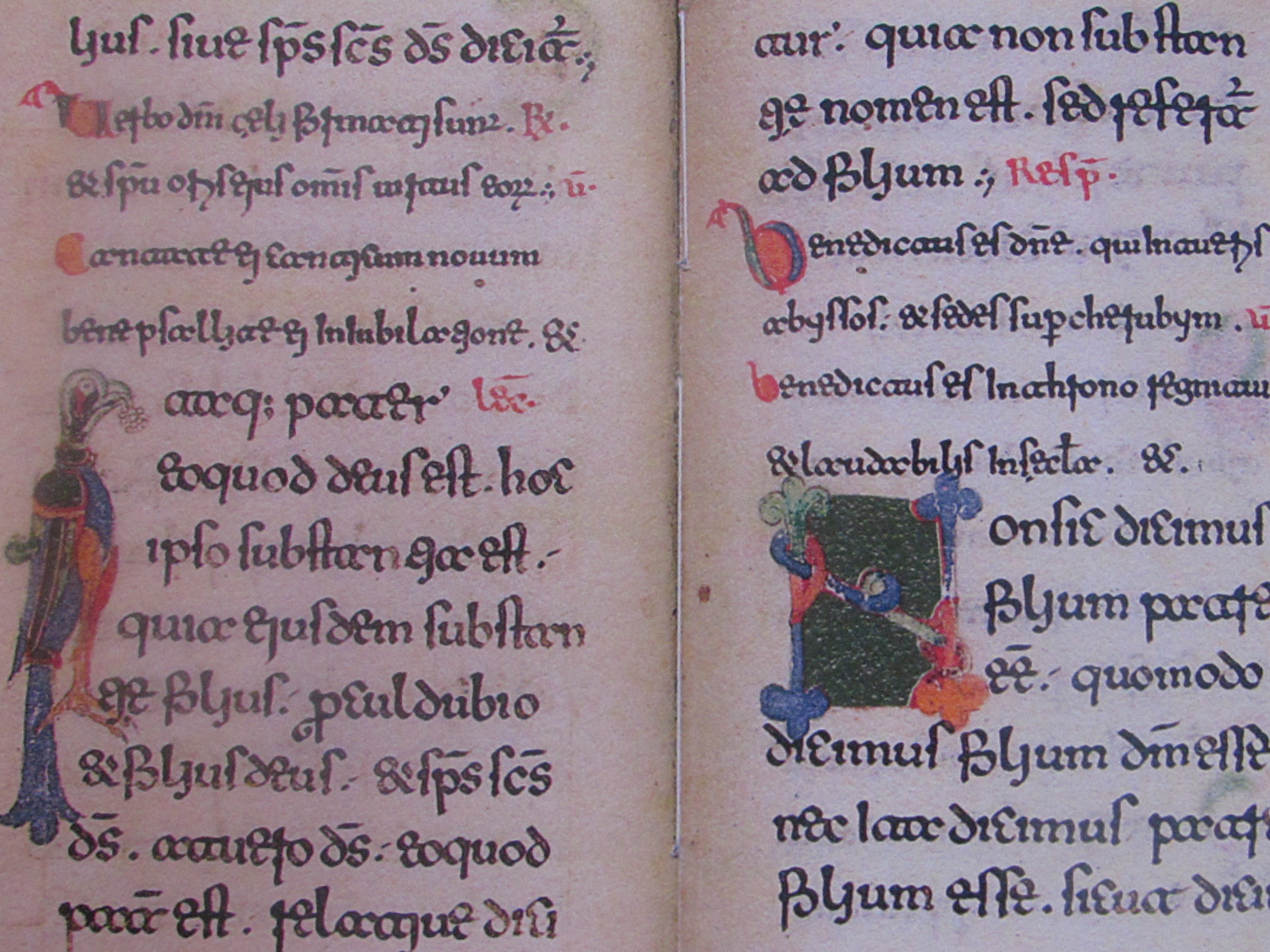
Čikas Stundenbuch (11. Jhdt.)

Der Name Čikas ist auch unvergessen wegen ihres erhalten gebliebenen, prachtvoll illustrierten Stundenbuchs (lateinisch Liber Horarum Cichae, abbatissae Monasterii Sanctae Mariae monalium de Iadra), das in der zweiten Hälfte des 11. Jahrhunderts in Zadar für sie angefertigt wurde. Čikas Stundenbuch ist in der Buchschrift Beneventana geschrieben und mit einer Vielzahl von Miniaturen bebildert. Es enthält auf 153 Seiten drei Arten von Texten: Gebete zur Jungfrau Maria, persönliche Gebete und Lehrtexte. Das Manuskript gilt als das älteste Gebetbuch für den persönlichen (nicht kirchlichen) Gebrauch in Europa. Das Original wird in der Bodleian Library der Universität Oxford aufbewahrt.